# Luminogen

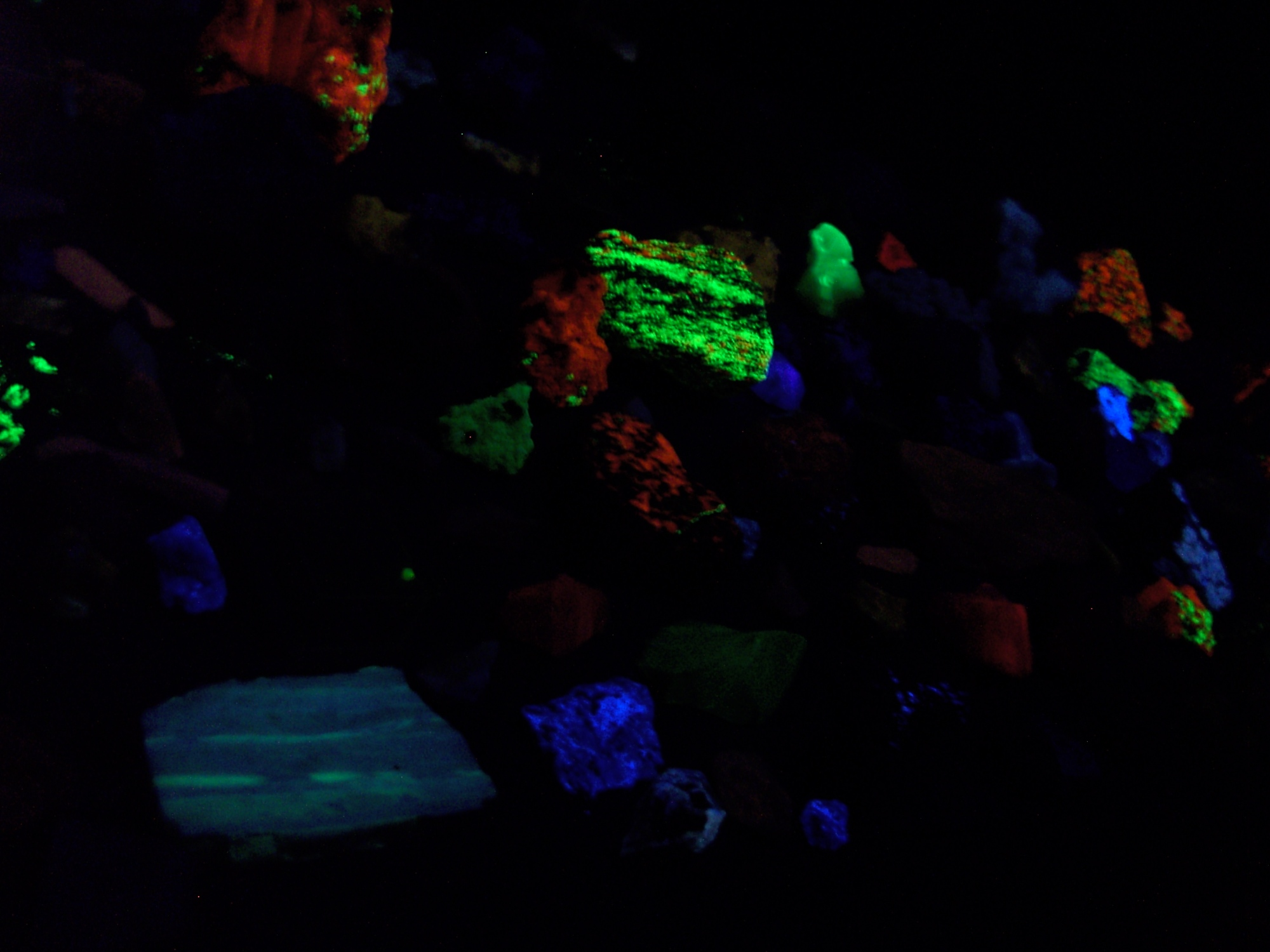
Lumineszenz von Mineralen

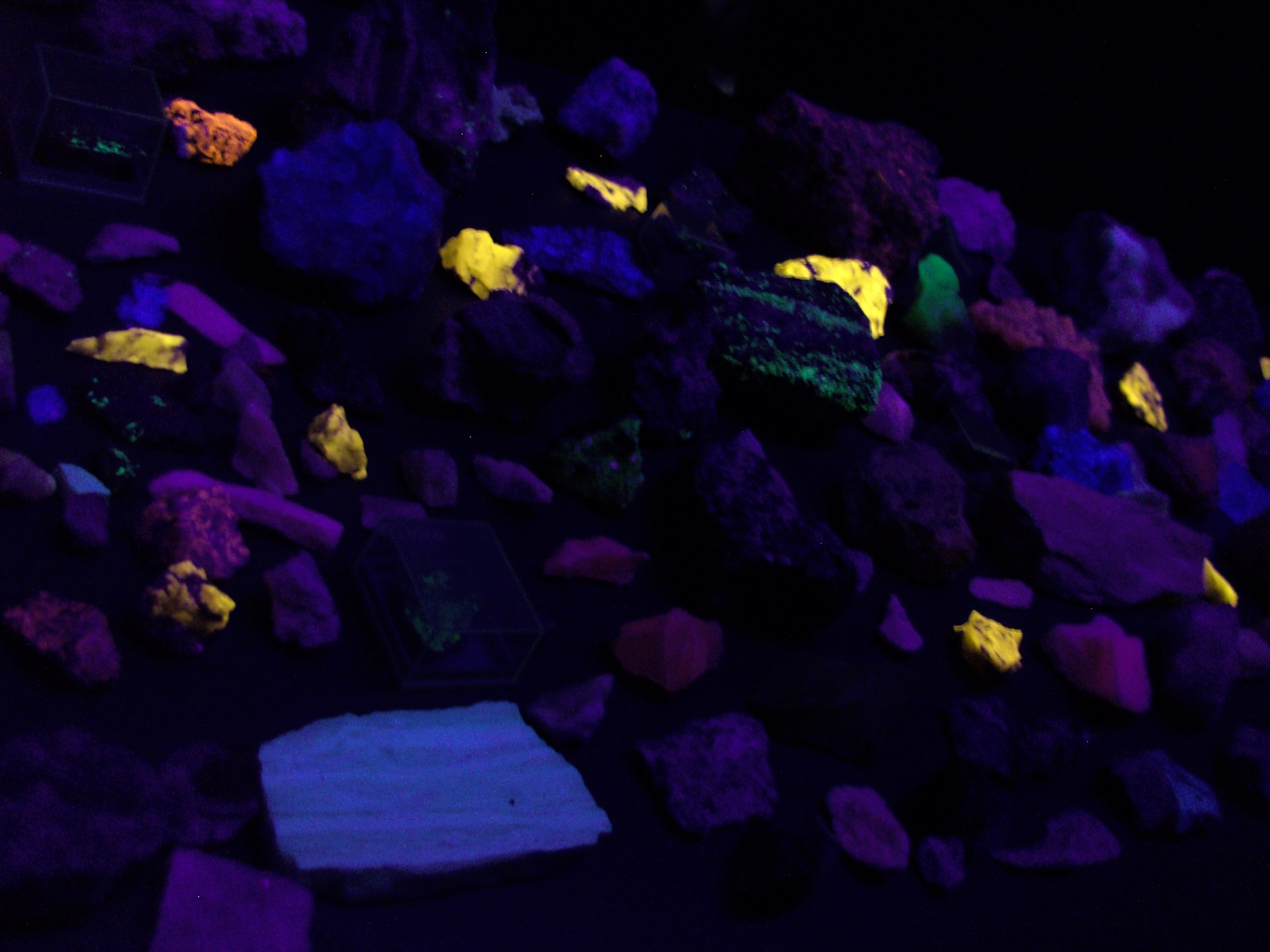
Lumineszenz von Mineralen

Luminogene sind spezielle Atome oder deren Gruppen, die Mineralien lumineszieren (leuchten) lassen. Die Atome gehören eigentlich nicht zum Kristallgitter des Minerals. 
Solche Atome oder deren Gruppen sind beispielsweise
- Seltene Erden
- Silber
- Chrom
- Mangan
- Schwefel
- (UO2)3+

Andere Atome im Kristallgitter verursachen ein Erlöschen der Lumineszenz (Eisen, Nickel), diese nennt man Lumineszenzgifte.

## Öffentliche Ausstellungen
Im Museum „Natur-Schatzkammer und Paradiesgarten“ in Neuheide (Ribnitz-Damgarten) gibt es Mineralien, die bei Bestrahlung mit Kurz- oder Langwelligen UV-Licht verschiedenfarbig leuchten.
Bei der Dauerausstellung „terra mineralia“ im Schloss Freudenstein in Freiberg/Sachsen gibt es ein UV-Kabinett, bei dem fluoreszierenden Mineralien gezeigt werden.

## Quelle
- Gabriele Steffen: Farbe und Lumineszenz von Mineralien. Einführung in die kristallchemischen und kristallphysikalischen Ursachen. Enke im Georg-Thieme-Verlag, Stuttgart/New York 2000, ISBN 3-13-118341-1.
- Christoph Lenz: Lumineszenz – Spektakuläre und nützliche Eigenschaft von Mineralen. In: geoberg.de. Lutz Geißler, 12. Juni 2010, archiviert vom Original (nicht mehr online verfügbar) am 15. Juni 2010: „Dieser Text ist am 16.11.2005 auf der alten Version von geoberg.de erschienen und wurde übernommen.“